# Adattamenti cinematografici e televisivi delle opere di Edgar Wallace
Elenco degli adattamenti cinematografici, film televisivi ed episodi di serie televisive tratti dai romanzi, racconti e drammi di Edgar Wallace.

## Anni dieci
- The Man Who Bought London, regia di F. Martin Thornton (1916)[1]
- Pallard the Punter, regia di J.L.V. Leigh (1919)[2]
- The Green Terror, regia di W.P. Kellino (1919)[3]
- Angel Esquire, regia di W.P. Kellino (1919)[4]

## Anni venti
- The Four Just Men, regia di George Ridgwell (1921)[5]
- The River of Stars, regia di Floyd Martin Thornton (1921)[6]
- Down Under Donovan, regia di Harry Lambart (1922)[7]
- The Crimson Circle, regia di George Ridgwell (1922)[8]
- Melody of Death, regia di F. Martin Thornton (1922)[9]
- The Diamond Man, regia di Arthur Rooke (1924)[10]
- The Flying Fifty-Five, regia di A. E. Coleby (1924)[11]
- The Green Archer, regia di Spencer Gordon Bennet (1925)[12]
- The Brotherhood, regia di Walter West (1926)[13]
- Der große Unbekannte, regia di Manfred Noa (1927)[14]
- The Man Who Changed His Name, regia di A.V. Bramble (1928)[15]
- The Ringer, regia di Arthur Maude (1928)[16]
- Valley of the Ghosts, regia di G.B. Samuelson (1928)[17]
- The Forger, regia di G.B. Samuelson (1928)[18]
- The Terror, regia di Roy Del Ruth (1928)[19]
- Der rote Kreis, regia di Frederic Zelnik (1929)[8]
- The Clue of the New Pin, regia di Arthur Maude  (1929)[20]
- Il pirata del fiume (The Flying Squad), regia di Arthur Maude (1929)[21]
- Prince Gabby, regia di Leslie Pearce (1929)

## Anni trenta
- Should a Doctor Tell?, regia di H. Manning Haynes (1930)
- The Yellow Mask, regia di Harry Lachman (1930)[22]
- The Squeaker, regia di Edgar Wallace (1930)[23]
- Red Aces, regia di Edgar Wallace (1930)
- The Calendar, regia di T. Hayes Hunter (1931)[24]
- L'albergo del terrore (The Old Man), regia di Manning Haynes (1931)[25]
- Der Zinker, regia di Karl Forest, Martin Fric e Carl Lamac (1931)[23]
- The Ringer, regia di (1931) Walter Forde[16]
- To Oblige a Lady, regia di Manning Haynes (1931)[26]
- White Face, regia di T. Hayes Hunter (1932)[27]
- The Frightened Lady, regia di T. Hayes Hunter (1932)[28]
- Der Hexer, regia di Carl Lamac e Martin Fric (1932)[29]
- Il pirata del fiume (The Flying Squad), regia di F. W. Kraemer (1932)[21]
- Giallo, regia di Mario Camerini (1933)[15]
- The Menace, regia di Roy William Neill (1932)[30]
- The Jewel, regia di Reginald Denham (1933)[31]
- Il laccio rosso (Quelqu'un a tué...), regia di Jack Forrester (1933)[28]
- The Man Who Changed His Name, regia di Henry Edwards (1934)[15]
- Der Doppelgänger, regia di E. W. Emo (1934)[32]
- The Feathered Serpent, regia di Maclean Rogers (1934)[30]
- La nave del mistero (Mystery Liner), regia di William Nigh (1934)[33]
- Return of the Terror, regia di Howard Bretherton (1934)
- The Lad, regia di Henry Edwards (1935)[34]
- Born to Gamble, regia di Phil Rosen (1935)[35]
- Chick, regia di Michael Hankinson (1936)[36]
- Educated Evans, regia di William Beaudine (1936)[13]
- Il cerchio rosso (The Crimson Circle), regia di Reginald Denham (1936)[8]
- Strangers on Honeymoon, regia di Albert de Courville (1936)[37]
- Prison Breaker, regia di Adrian Brunel (1936)
- Il delatore (The Squeaker), regia di William K. Howard (1937)[23]
- Lo scafandro infernale (The Frog), regia di Jack Raymond (1937)
- Old Bones of the River, regia di Marcel Varnel (1938)[38]
- The Case of the Frightened Lady - film TV (1938)[28]
- The Ringer – film TV (1938)[16]
- Mr. Reeder in Room 13, regia di Norman Lee (1938)[39]
- Dangerous to Know, regia di Robert Florey  (1938)[40]
- On the Spot – film TV (1938)[40]
- Ossessione (The Gaunt Stranger), regia di Walter Forde (1938)[41]
- Il treno scomparso (Kate Plus Ten), regia di Reginald Denham (1938)[42]
- Return of the Frog, regia di Maurice Elvey (1938)[43]
- The Terror, regia di  Richard Bird (1938)[19]
- Smoky Cell – film TV (1938)[44]
- Thank Evans, regia di Roy William Neill (1938)
- The Mind of Mr. Reeder, regia di Jack Raymond (1939)[45]
- The Four Just Men, regia di Walter Forde (1939)[5]
- Flying Fifty-Five, regia di Reginald Denham (1939)[11]

## Anni sessanta
- La maschera che uccide (Der Frosch mit der Maske), regia di Harald Reinl (1959)
- Il cerchio rosso (Der rote Kreis), regia di Jürgen Roland (1960)
- Il vendicatore misterioso (Der Rächer), regia di Karl Anton (1960)
- La banda del terrore (Die Bande des Schreckens), regia di Harald Reinl (1960)
- L'arciere verde (Der grüne Bogenschütze), regia di Jürgen Roland (1961)
- Gli occhi di Londra (Die toten Augen von London), regia di Alfred Vohrer (1961)
- Il castello dell'orrore (Der Fälscher von London), regia di Harald Reinl (1961)
- Il fantasma maledetto (Die seltsame Gräfin), regia di Josef von Báky (1961)
- La porta dalle 7 chiavi (Die Tür mit den sieben Schlössern), regia di Alfred Vohrer (1962)
- La taverna dello squalo (Das Gasthaus an der Themse), regia di Alfred Vohrer (1962)
- Edgar Wallace e l'abate nero (Der schwarze Abt), regia di Franz Josef Gottlieb (1963)
- Professionisti per una rapina (Zimmer 13), regia di Harald Reinl (1964)
- La tomba insanguinata (Die Gruft mit dem Rätselschloss), regia di Franz Josef Gottlieb (1964)
- Il lungo coltello di Londra (Circus of Fear), regia di John Llewellyn Moxey (1966)[46]
- La grande sfida a Scotland Yard (The Trygon Factor), regia di Cyril Frankel (1966)[42]
- Il gobbo di Londra (Der Bucklige von Soho), regia di Alfred Vohrer (1966)
- I 5 draghi d'oro (Five Golden Dragons), regia di Jeremy Summers (1967)[47]
- L'artiglio blu (Die blaue Hand), regia di Alfred Vohrer (1967)[48]
- Il fantasma di Londra (Der Mönch mit der Peitsche), regia di Alfred Vohrer (1967)[19]
- L'oro di Londra, regia di Guglielmo Morandi (1968)
- Giallo cobra (Der Hund von Blackwood Castle), regia di Alfred Vohrer (1968)
- Il teschio di Londra (Im Banne des Unheimlichen), regia di Alfred Vohrer (1968)[49]
- Il gorilla di Soho (Der Gorilla von Soho), regia di Alfred Vohrer (1968)[41]
- A doppia faccia, regia di Riccardo Freda (1969)[10]
- L'uomo dall'occhio di vetro (Der Mann mit dem Glasauge), regia di Alfred Vohrer (1969)
- Il genio criminale di Mr. Reeder (The Mind of Mr. J.G. Reeder), episodi The Treasure Hunt, The Strange Case, The Poetical Policeman, The Troupe, The Investors, The Duke[50], The Shadow Man[51], Man with a Strange Tattoo, Death of an Angel, The Willing Victim, The Fatal Engagement, Find the Lady, The Treasure House – serie TV (1969 - 1971)

## Anni settanta
- Il laccio rosso, regia di Guglielmo Morandi - film TV (1971)[28]
- Morte sul Tamigi (Die Tote aus der Themse), regia di Harald Philipp (1971)[52]
- Una Venere senza nome per l'ispettore Forrester (Der Teufel kam aus Akasava), regia di Jesús Franco (1971)
- Cosa avete fatto a Solange?, regia di Massimo Dallamano (1972)[53]